# Peter Jackson’s King Kong
Peter Jackson’s King Kong – komputerowa przygodowa gra akcji na podstawie filmu King Kong, wyprodukowana i wydana w 2005 roku przez Ubisoft. Adaptacja filmu w reżyserii Petera Jacksona (notabene powstałego na podstawie produkcji Meriana C. Coopera i Ernesta Schoedsacka z 1933 roku) pozwala graczowi się wcielać na przemian w dwie postacie. W części poziomów gracz uosabia Jacka Driscolla, członka ekipy filmowej wysłanej na tajemniczą Wyspę Czaszki w poszukiwaniu bestii zwanej King Kongiem, w części zaś – tytułową postać, która porywa aktorkę Ann Darrow.
Peter Jackson's King Kong został opracowany przez studio Ubisoft Montpellier na czele z dyrektorem kreatywnym Michelem Ancelem oraz producentem Xavierem Poix. W porównaniu z pierwowzorem filmowym akcja gry pozbawiona jest prologu dziejącego się w Nowym Jorku, a jej przebieg odbywa się w całości za pośrednictwem renderowanego silnika graficznego. Choć francuskojęzyczni krytycy okazywali rozczarowanie utworem Ancela, w Stanach Zjednoczonych King Kong okazał się sukcesem komercyjnym opiewającym na 4,5 miliona sprzedanych egzemplarzy, zdobywając poklask ze strony tamtejszych krytyków oraz trzy nagrody Spike Video Game Awards.

## Fabuła
Akcja gry rozpoczyna się, gdy na tajemniczą Wyspę Czaszki przybywa ekipa filmowa pod przywództwem Carla Denhama (Jack Black), reżysera pragnącego zrealizować dzieło swego życia. W wyprawie towarzyszą mu między innymi asystent Preston (Colin Hanks), aktorka Ann Darrow (Naomi Watts) oraz aktor Jack Driscoll (Adrien Brody). Przedzierając się przez dżunglę w poszukiwaniu gigantycznego goryla King Konga, ekipa filmowa musi się zmagać z nieustannym zagrożeniem ze strony lokalnej fauny oraz tubylców.
W ferworze starć z samym Kongiem ekipa filmowa traci Ann, która zostaje porwana przez goryla. Kong nawiązuje z nią coraz bliższą więź: broni jej przed zagrożeniem ze strony tyranozaura, lecz potem sam zostaje schwytany w sieci przez ekipę filmową. Ta przetransportowuje olbrzymią małpę do Nowego Jorku w celu wystawienia jej na widok publiczny jako atrakcja. Kong jednak wyzwala się z więzi i szarżuje po mieście, ostatecznie wspinając się po budynku Empire State Building i rozpoczynając walkę z dwupłatowcami, które mają go zestrzelić.
Gra zawiera dwa zakończenia. Jeśli Kongowi nie uda się pokonać wszystkich samolotów, śmiertelnie trafiony spada z drapacza chmur. Jednakże jeśli Kong zniszczy wszelkie dwupłatowce, a samolot pilotowany przez Carla i Jacka zestrzeli całą pozostałą flotę powietrzną atakującą goryla, wyświetla się pozytywne zakończenie. Ukazuje ono Konga już na Wyspie Czaszki w towarzystwie Ann, żyjącego w pokojowej koegzystencji z ludźmi.

## Rozgrywka
Peter Jackson's King Kong jest przygodową grą akcji. Gracz, w zależności od sterowanej postaci (Jacka Driscolla oraz King Konga), obserwuje świat gry odpowiednio z perspektywy pierwszej i trzeciej osoby. Gra jest pozbawiona wszelkich elementów interfejsu w postaci pasków zdrowia oraz amunicji, a o braku tej ostatniej bohaterowie informują gracza podczas dialogów. Sterując Driscollem, gracz przemierza przestrzeń wyspy i walczy z różnorodnymi potworami: dinozaurami, olbrzymimi krabami, zmutowanymi stonogami itd. W eliminacji zagrożenia pomaga graczowi wykorzystanie broni zrzucanej z powietrza przez samoloty: pistoletów, strzelb, karabinów wyborowych tudzież pistoletów maszynowych. W przypadku braku tejże broni możliwe jest prowadzenie walki innymi sposobami. Przykładowo, gracz może zdobyć włócznie przydatne do walki wręcz, a w walce z niektórymi przeciwnikami (np. stonogami), konieczne jest podpalenie terenu przy użyciu pochodni, a powstały pożar odstrasza lub eliminuje zagrożenie.
W niektórych fragmentach gry możliwe jest przejęcie kontroli nad samym King Kongiem. Wówczas gra zmienia perspektywę, a sama rozgrywka polega na przemieszczaniu się wzdłuż przepaści, ochronie odnalezionej postaci Ann oraz pokonywaniu wrogich zwierząt w walce bezpośredniej. Kong jest zdolny do zwisania nad przepaścią, wspinania się po lianach i niszczenia przeszkód blokujących mu drogę.

## Produkcja
Już podczas prac nad filmem King Kong Petera Jacksona planowana była jego adaptacja w formie gry komputerowej. Jeszcze w grudniu 2003 roku Michel Ancel, skończywszy prace nad grą Beyond Good & Evil, otrzymał od studia Ubisoft zlecenie wykonania wersji demonstracyjnej przyszłej gry. Producentem oprogramowania mianowano Xaviera Poix, który nie posiadał dotąd żadnego doświadczenia w tworzeniu gier komputerowych.
Pierwsze spotkanie Ancela z Jacksonem odbyło się w styczniu 2004 roku, tuż przed ceremonią wręczenia Oscarów, na której Jackson zjawił się ze względu na wielokrotną nominację wyreżyserowanego przezeń filmu Władca Pierścieni: Powrót króla. Przyszły reżyser filmu King Kong pogratulował Ancelowi ukończenia Beyond Good & Evil, ten zaś przedstawił mu zarys planowanej gry, wedle którego gracz kierowałby na przemian słabym fizycznie człowiekiem a potężnym King Kongiem. Szczegóły projektu ekipa Ubisoft Montpellier omówiła z Jacksonem już podczas wizyty u niego w nowozelandzkim Wellingtonie.
Gdy Ancel wraz z Poix oraz scenarzystą Jakiem Exertierem wrócił do Europy, producent gry zatrudnił na potrzeby procesu produkcyjnego około stu osób. Ustalone zostało, iż growa adaptacja King Konga będzie pozbawiona przerywników filmowych, a wszelka jej akcja będzie renderowana za pomocą silnika graficznego. Ponadto Jacques Exertier zaproponował, aby gra rozpoczynała się nie w Nowym Jorku, lecz od razu na Wyspie Czaszki.
Gra została ukończona w ciągu 18 miesięcy, a już w maju 2005 roku Ubisoft zaprezentował ją na targach Electronic Entertainment Expo, organizując replikę niewielkiej sali kinowej, w której gracze mogli się zapoznać z projektem. Wśród osób testujących grę był sam Steven Spielberg, który odniósł się pozytywnie do projektu. 

### Wydanie
Premiera adaptacji King Konga odbyła się 13 listopada 2005 w wersji na konsolę PlayStation Portable. Cztery dni później opublikowane zostały edycje na komputery osobiste oraz konsole szóstej generacji (PlayStation 2, Xboksa oraz GameCube'a). 22 listopada 2005 King Kong pojawił się w sklepach w wersji na konsole Xbox 360 oraz Nintendo DS.

## Odbiór
King Kong okazał się sukcesem komercyjnym. Raport fiskalny Ubisoftu za lata 2005-2006 zawiera informację, iż gra po wypuszczeniu na rynek została sprzedana w liczbie 4,5 milionów egzemplarzy. Wersja gry na konsolę PlayStation 2 według organizacji Entertainment and Leisure Software Publishers Association zdobyła status platynowej, co oznaczało sprzedaż co najmniej 300 tysięcy egzemplarzy na terenie Wielkiej Brytanii.
King Kong w wersji komputerowej spotkał się ze sceptycznymi ocenami francuskich krytyków. W recenzji dla pisma „Consoles+” Christophe Delpierre stwierdził, że gra „jest niemożebnie wierna filmowi”, lecz zarazem „inteligentnie go dopełnia”. Delpierre chwalił skontrastowanie poziomów z udziałem słabego fizycznie Driscolla oraz potężnego King Konga, jednak ocenił doznanie płynące z gry za zbyt krótkie. Również recenzent z portalu Jeuxvideo.com, Yannick Le Fur, uznał grę za rozczarowującą i zauważył, że „cała przygoda kończy się po 6 godzinach”, doceniał jednak wierność twórców filmowemu pierwowzorowi. Znacznie bardziej sceptyczny wobec dzieła Ancela był recenzent magazynu internetowego „Gamekult”. W recenzji „Gamekultu” pozytywnie oceniana była „kinowa” oprawa graficzna, ale recenzent portalu uznał samą rozgrywkę za zbyt powtarzalną, gdyż „80% czasu spędzamy, wcielając się w Jacka i wykonując te same akcje od początku do końca”. Piszący dla magazynu „Joystick” Jean-Christophe Detrain stwierdził, iż gra Ubisoftu jest „zbyt krótka, przesadnie prowadzi za rękę, [...] odbiera zbyt wiele wolności tylko po to, by zadowolić tłum trzymający w jednej ręce mysz, a w drugiej – worek z popcornem”.
O wiele lepiej King Kong został przyjęty przez anglojęzyczne media. Matt Leone z portalu 1UP.com pozytywnie wyraził się o produkcji Ubisoftu: „Tworząc płynną, lecz dopracowaną grę, Ubisoft stworzył utwór, który mogą docenić zarówno wprawieni, jak i początkujący gracze”. Recenzent z serwisu Eurogamer, Tom Bramwell, pisał, iż „chwilami Wyspa Czaszki przywodzi na myśl design poziomów, które uczyniły ostatnie dzieło Michela Ancela, Beyond Good & Evil, tak miłym w obsłudze”. Alex Navarro w swej recenzji dla portalu GameSpot docenił oprawę audiowizualną oraz dubbing w wykonaniu Jacka Blacka i Naomi Watts, lecz wśród słabych stron gry wskazywał krótki czas rozgrywki oraz względnie niewielką obecność Konga na tle całości ludycznego Kinga Konga.
King Kong został nominowany do tytułu najlepszej gry konsolowej na rozdaniu nagród Canadian Awards for the Electronic and Animated Arts. Oprócz tego dosłużył się siedmiu nominacji do nagród Spike Video Game Awards w siedmiu kategoriach, zdobywając trzy statuetki dla najlepszej adaptacji, za najlepszą obsadę oraz za dubbing męski w wykonaniu Jacka Blacka. W związku z sukcesem King Konga Ubisoft miał w planach wydanie kontynuacji jego losów, jednak negocjacje z Peterem Jacksonem zakończyły się w tej sprawie fiaskiem.